# Création de valeur
La création de valeur est le processus par lequel de la valeur est créée. Il s'agit par exemple d'accroître l'offre de services ou de biens dans une économie, ou augmenter des rémunérations (d'investisseurs, d'actionnaires, de créanciers, etc.). Elle permet de proposer de nouveaux services, de développer de nouveaux produits, d’améliorer le processus de l’entreprise et de relier l’entreprise à ses partenaires efficacement.
Résultat de la Capacité de l'entreprise de réaliser un ou des Investissements dont le Taux de rentabilité s'avère être supérieur aux Taux de rentabilité exigés (le Coût moyen pondéré du capital) compte tenu du Risque de l'Investissement.
La création de valeur consiste à accroître la productivité de son entreprise pour atteindre la rentabilité.
Dans la création de valeur on retrouve plusieurs critères dont l’objectivité, la fiabilité, l’actualité, la pertinence et la rapidité d’accès.

## Concept
La création de valeur permet la croissance. Elle est durablement atteinte lorsque les investissements dégagent une rentabilité supérieure au coût moyen pondéré du capital.
Une entreprise peut avoir pour objectif la création de valeur actionnariale, afin d’accroître la richesse de ses propriétaires et de ses actionnaires.

## En finance
En finance, la création de valeur désigne l'objectif financier des entreprises pour leurs actionnaires.
De la valeur est créée lorsque des investissements dont le taux de rentabilité est supérieur au taux de rentabilité exigé par rapport aux risques qui sont effectués.
À défaut de respecter cette condition, la valeur de l'action diminuera.
La création de valeur est considérée comme le produit : Productivité x Coût.
Résultat de la capacité de l'entreprise de réaliser un ou des investissements dont le taux de rentabilité s'avère être supérieur aux taux de rentabilité exigés (le coût moyen pondéré du capital) compte tenu du risque de l'investissement. La création de valeur est l'objectif rationnel de tout dirigeant de société. Cependant dans un monde concurrentiel, il est très difficile de trouver durablement des investissements qui rapportent plus que leur coût du capital compte tenu de leurs risques, car de telles opportunités attirent naturellement de nombreux candidats qui ont pour effet de faire baisser la rentabilité. Le travail de création de valeur est donc un travail sans fin, à recommencer en permanence

## En marketing management
En marketing management, c'est l'augmentation de la valeur psychologique d'une expérience, d'un service ou d'un produit  aux yeux du client et, donc, la  possibilité de vendre plus cher.
Exemple : sur le marché des eaux minérales, de la moins chère, la Cristalline, à la plus chère, etc.
Le marketing est l'effort d'adaptation des organisations à des marchés concurrentiels, pour influencer en leur faveur le comportement de leurs publics, par une offre dont la valeur perçue est durablement supérieure à celle des concurrents.
Certaines entreprises sont toujours à la recherche d’amélioration. Elles veulent créer de la valeur pour satisfaire leurs clients, pour les combler. Elles veulent être unique, à la pointe des dernières technologies, … Elles veulent apporter plus à leurs clients que ne le font leurs concurrents.
Exemple : Apple fut la première entreprise a produire des téléphones tactiles sans bouton principal, amenant une révolution sur le marché du téléphones portables.